# Loenatik, te gek
Loenatik, te gek! is een Nederlandse film uit 2014 en een vervolg op Loenatik: de moevie uit 2002. De film is geschreven en bedacht door Martin van Waardenberg en Karen van Holst Pellekaan.

## Verhaal
De kliniek is wegbezuinigd en directeur Bomhoff is de politiek ingegaan. Op het moment van de film is hij loco-burgemeester. Zuster ten Hoeven is depressief en is aangesloten bij een uitzendbureau. Ze wil niets liever dan het oude leven terug en wijst andere banen, zoals die als nanny ook resoluut af. De patiënten staan nu op eigen benen en zijn ieder hun eigen weg gegaan. Bep organiseert speeddate-avonden, de Majoor werkt bij de plantsoenendienst, Dr. Doolittle verpakt diepvrieskippen, Fats is comedian en mevrouw de Haas is pasmodel in de Chinese kledingindustrie.
Als zuster ten Hoeven onbedoeld wordt ontvoerd, gaan de patiënten samen met Bomhoff op zoek naar sporen van de zuster. Het lijkt een onmogelijke taak en na meerdere pogingen geven ze het op. In de tussentijd is zuster Ten Hoeven nanny geworden bij een rijke zakenman met vijf kinderen en groeit haar gevoel voor de zakenman. Door stom toeval komt Dr. Doolittle op het landgoed terecht en merkt dat de zuster daar is. Hij belt de anderen, die vervolgens met een helikopter van de mariniers naar het landgoed komen.
Aan het einde van de film worden de zakenman en de zuster getrouwd door Bomhoff, waarna de patiënten hun intrek nemen op het landgoed.

## Rolverdeling
| Personage                     | Acteur/actrice            |
| ----------------------------- | ------------------------- |
| Bep Brul                      | Karen van Holst Pellekaan |
| De Majoor                     | Martin van Waardenberg    |
| Dokter Doolittle              | John Buijsman             |
| Fats                          | Dick van den Toorn        |
| Mevrouw de Haas               | Catharina Haverkamp       |
| Bomhoff                       | Walter Crommelin          |
| Zuster ten Hoeven             | Jacqueline Blom           |
| Uitzendbureau Medewerker Rene | Mark Rietman              |

Oorspronkelijk zou Judith Bovenberg opnieuw de rol van Mevrouw de Haas spelen. Zij werd echter kort voor de filmopnamen ernstig ziek en de film uitstellen kon niet financieel. Toen is er voor gekozen om de rol over te laten nemen door Haverkamp. Opmerkelijk is dat Haverkamp oorspronkelijk gecast was voor de rol in de televisieserie, maar omdat de productie vertraging opliep was zij niet meer beschikbaar.

## Bijrollen
| Personage                 | Acteur/actrice        |
| ------------------------- | --------------------- |
| Boris                     | Rogier Philipoom      |
| Arnold (Kleine Fats)      | Tim Hildering         |
| Sjors (Kleine Doolittle)  | Remy Becker           |
| Johan (Kleine Majoor)     | Mike Nijdam           |
| Rosie (Kleine Bep)        | Babette Bary          |
| Noor (Kleine de Haas)     | Bente Fokkens         |
| Funky Kees                | Wart Kamps            |
| Buurvrouw Laarsman        | Anneke Blok           |
| Ben Brood                 | Edo Brunner           |
| Krentje Brood             | Eva Van Der Gucht     |
| Psychiater                | Hubert Fermin         |
| Consulent uitzendbureau   | Awisa Shamshiri       |
| Cor                       | Jack Vecht            |
| Mien                      | Chris Comvalius       |
| Bejaarde man              | Arthur Boni           |
| Bejaarde vrouw            | Loes Vos              |
| Agent                     | Ton Kas               |
| Bereden agent             | Sander Plukkaard      |
| Collega                   | Romano Haynes         |
| Botte man                 | Vincent Lodder        |
| Couturier                 | Micha Fidom           |
| Nieuwsgierige man         | Ernst Dekkers         |
| Moeder                    | Maria Noë             |
| Kind                      | Pjotr van Antwerpen   |
| Portier                   | Ergun Simsek          |
| Presentatrice Monique     | Irene Moors           |
| Grimeuse                  | Wendy Briggeman       |
| Opnameleider              | Hanna van Lunteren    |
| Regisseur                 | Albert Jan van Rees   |
| Bewaker                   | Sander Huisman        |
| Telefoniste               | Amy van Weerden       |
| Delletje                  | Floor van Waardenberg |
| Bejaarde                  | Wim van der Hoeven    |
| Garagist                  | Bob Schwarze          |
| Militair 1                | Rutger Vlaming        |
| Militair 2                | Wil van der Meer      |
| Bestuurder oplegger       | Mike Meijer           |
| Norse man                 | Ben Abelsma           |
| Taxichauffeur             | Stanley Bergwerf Bok  |
| Cameraman                 | Yaron Mesika          |
| Sjeik                     | Farhad Foroutanian    |
| Taxiklant vrouw           | Carolina Mout         |
| Taxiklant man             | Guus Dam              |
| Regie-assistent           | Sanne Langelaar       |
| Generaal: Adjudant        | Ruud Koopmans         |
| Generaal: Adjudant        | Jost Schwirtz         |
| Majoor: Kapitein          | Raymond Vianen        |
| Korporaal der 1ste klasse | Christian de Backer   |
| Korporaal der 1ste klasse | Anton Nijenhuis       |